# Declaración de guerra de los Estados Unidos contra Japón

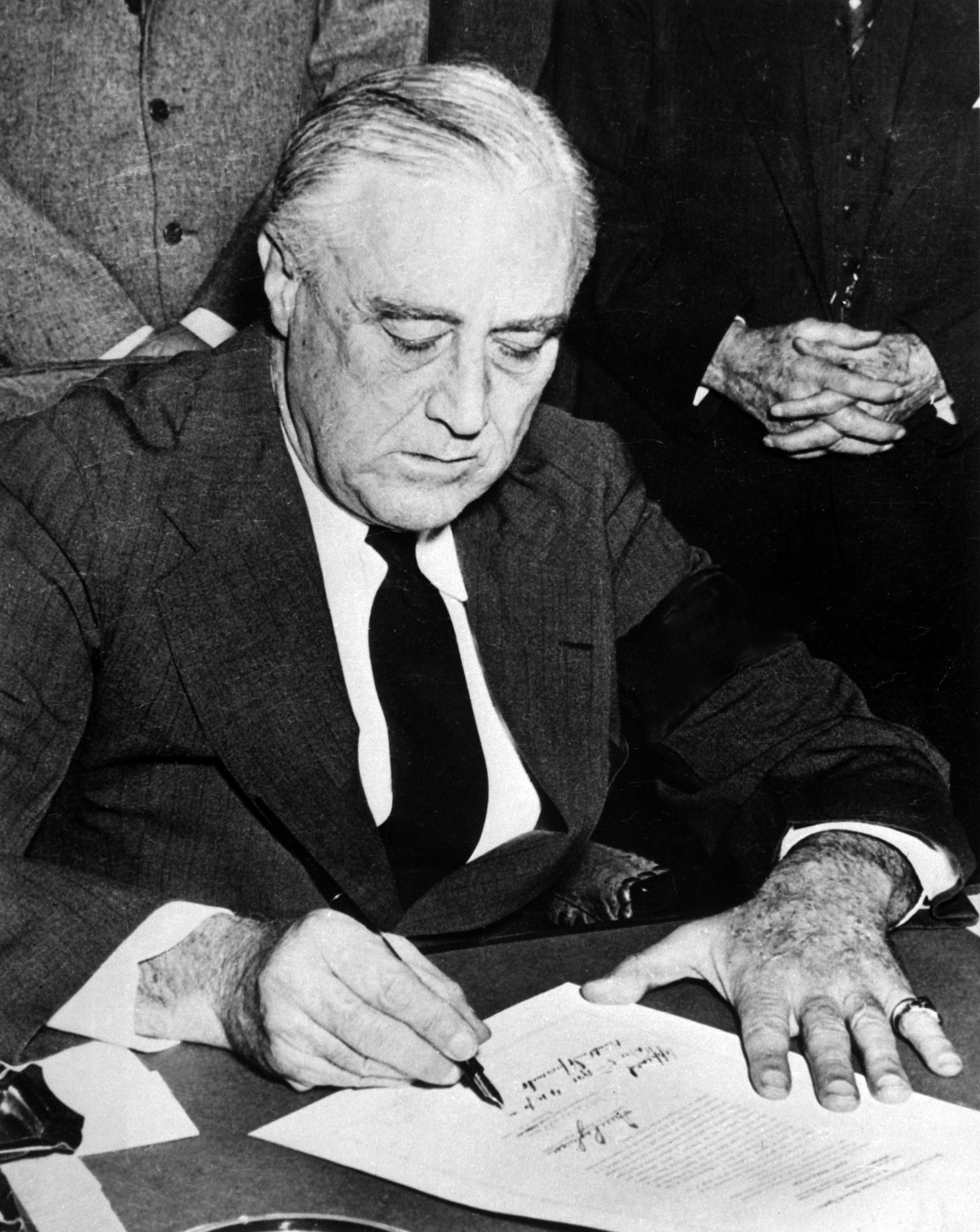
El presidente Franklin D. Roosevelt, con un brazalete negro, firma la Declaración de Guerra a Japón el 8 de diciembre de 1941.

El 8 de diciembre de 1941, el Congreso de los Estados Unidos declaró la guerra al Imperio de Japón en respuesta al ataque sorpresa de ese país en Pearl Harbor el día anterior. Fue formulado una hora después del discurso de la infamia del presidente F. D. Roosevelt. Japón había enviado un mensaje a su embajada en Washington, pero debido a problemas para decodificar y escribir el mensaje muy largo –el alto nivel de seguridad asignado a la declaración significaba que solo el personal con permisos muy altos podía decodificarlo, lo que ralentizó el proceso– no se entregó al Secretario de Estado de los Estados Unidos hasta después del ataque de Pearl Harbor. Tras la declaración de los Estados Unidos, los aliados de Japón, Alemania e Italia, declararon la guerra a los Estados Unidos, entrando EE. UU. a la Segunda Guerra Mundial.

## Antecedentes
El ataque a Pearl Harbor tuvo lugar antes de que una declaración de guerra de Japón fuera entregada a los Estados Unidos. Originalmente se estipuló que el ataque no debería comenzar hasta treinta minutos después de que Japón informara a los EE. UU. que se retiraría de nuevas negociaciones de paz, pero el ataque comenzó antes de que se pudiera entregar el aviso. Tokio transmitió la notificación de 5.000 palabras –conocida como el "Mensaje de 14 partes"– en dos bloques a la Embajada de Japón en Washington. Sin embargo, debido a la naturaleza muy secreta del mensaje, tuvieron que ser decodificados, traducidos y escritos por altos funcionarios de la embajada, que no pudieron realizar estas tareas en el tiempo disponible. Por lo tanto, el embajador no lo entregó hasta que comenzó el ataque. Pero incluso si lo hubiera sido, la notificación estaba redactada de modo que en realidad no declaraba la guerra ni cortaba las relaciones diplomáticas, por lo que no era una declaración de guerra adecuada como lo requieren las tradiciones diplomáticas.
El Reino Unido declaró la guerra a Japón nueve horas antes que Estados Unidos, en parte debido a los ataques japoneses contra las colonias británicas de Malaya, Singapur y Hong Kong; y en parte debido a la promesa de Winston Churchill de declarar la guerra "dentro de la hora" tras un ataque japonés contra los Estados Unidos.

## Voto y firma presidencial
El presidente Roosevelt solicitó formalmente la declaración en su discurso de infamia, dirigida a una sesión conjunta del Congreso y la nación a las 12:30 p. m. el 8 de diciembre. La declaración fue rápidamente sometida a votación; pasó el Senado, y luego pasó la Cámara a la 1:10 p. m.. La votación fue de 82-0 en el Senado y 388-1 en la Cámara. Jeannette Rankin, una pacifista y la primera mujer elegida para el Congreso (en 1916), emitió el único voto en contra de la declaración, provocando silbidos de algunos de sus pares. Varios colegas la presionaron para cambiar su voto para que la resolución fuera unánime, o al menos para abstenerse, pero ella se negó. "Como mujer, no puedo ir a la guerra", dijo, "y me niego a enviar a nadie más". Otras nueve mujeres ocupaban escaños en el Congreso en ese momento. Después de la votación, los periodistas la siguieron hasta el guardarropa republicano, donde ella se negó a hacer comentarios y se refugió en una cabina telefónica hasta que la Policía del Capitolio de los Estados Unidos desalojó el guardarropa. Dos días después, una declaración de guerra similar contra Alemania e Italia se llevó a votación; Rankin se abstuvo. Otras nueve mujeres votaron a favor de la declaración de guerra. 
Roosevelt firmó la declaración a las 4:10 p. m. del mismo día. El poder de declarar la guerra se asigna exclusivamente al Congreso en la Constitución de los Estados  Unidos, por lo que es una pregunta abierta si su firma era técnicamente necesaria.[cita requerida]   Sin embargo, su firma era simbólicamente poderosa y resolvió cualquier duda.

Resolución conjunta del Congreso de los Estados Unidos firmada por el presidente Roosevelt el 8 de diciembre de 1941 a las 4:10 p. m., Ley pública 77-328, 55 STAT 795, que declaró la guerra al Imperio nipón.

## Texto de la declaración
El texto de la declaración de guerra en español:
| RESOLUCIÓN CONJUNTA Declarando que existe un estado de guerra entre el Gobierno Imperial de Japón y el Gobierno y el pueblo de los Estados Unidos, y tomando medidas para procesarlo. Mientras que el Gobierno Imperial de Japón ha cometido actos de guerra no provocados contra el Gobierno y el pueblo de los Estados Unidos de América: Por lo tanto, sea resuelto por el Senado y la Cámara de Representantes de los Estados Unidos de América reunidos en el Congreso, que se declara formalmente el estado de guerra entre los Estados Unidos y el Gobierno Imperial de Japón que se ha impuesto a los Estados Unidos; y el Presidente queda autorizado y dirigido a emplear a todas las fuerzas navales y militares de los Estados Unidos y los recursos del Gobierno para continuar la guerra contra el Gobierno Imperial de Japón; y, para llevar el conflicto a una terminación exitosa, todos los recursos del país son comprometidos por el Congreso de los Estados Unidos. |